# ゴルカ郡
ゴルカ郡(ゴルカぐん、ネパール語: गोर्खा जिल्ला)は、ネパール中部のガンダキ州の郡。
郡都はプリトビナラヤン（ゴルカ）。
2021年国勢調査の人口は25万2201人。
面積は3610km²。 
北部にマナスル(8163m)、ヒマルチュリ(7893m)等の高峰が聳える。
ネパール地震 (2015年)の震央で、特に甚大な被害があり、ネパール政府から優先地域に指定された。